# بطولة الأمم الخمس 1978
بطولة الأمم الستة 1978 (بالإنجليزية: 1978 Five Nations Championship)‏ هو الموسم 84 من  بطولة الأمم الستة. كان عدد الأندية المشاركة فيه  5، وفاز فيه منتخب ويلز الوطني لاتحاد الرغبي.